# Орден Суворова
Орден Суворова — советская награда времён Великой Отечественной войны.
Учреждён Указом Президиума Верховного Совета СССР от 29 июля 1942 года, одновременно с орденами Кутузова и Александра Невского. Орденом Суворова награждались командиры Красной Армии за выдающиеся успехи в деле управления войсками. Также награждались воинские части.

## Статут ордена
Орденом Суворова награждались командиры Красной Армии за выдающиеся успехи в деле управления войсками, отличную организацию боевых операций и проявленные при этом решительность и настойчивость в их проведении, в результате чего была достигнута победа в боях за Родину в Отечественной войне.
Награждение орденом Суворова производилось Указом Президиума Верховного Совета СССР. Орден Суворова состоял из трёх степеней: I, II, и III степени. Высшей степенью ордена являлась I степень.
Орденом Суворова I степени награждались командующие фронтами и армиями, их заместители, начальники штабов, начальники оперативных управлений и оперативных отделов и начальники родов войск (артиллерии, воздушных сил, бронетанковых и миномётных) фронтов и армий:
- За отлично организованную и проведённую фронтовую или армейскую операцию, в которой с меньшими силами был разгромлен численно превосходящий противник;
- За искусно проведённый манёвр по окружению численно превосходящих сил противника, полное уничтожение его живой силы и захват вооружения и техники;
- За проявление инициативы и решительности по выбору места главного удара, за нанесение этого удара, в результате чего противник был разгромлен, а наши войска сохранили боеспособность к его преследованию;
- За искусно и скрытно проведённую операцию, в результате которой противник, лишённый возможности произвести перегруппировку и ввести резервы, был разгромлен.

Орденом Суворова II степени награждались командиры корпусов, дивизий и бригад, их заместители и начальники штабов:
- За организацию боя по разгрому вражеского корпуса или дивизии, достигнутому с меньшими силами, в результате внезапной и решительной атаки, основанной на полном взаимодействии огневых средств, техники и живой силы;
- За прорыв современной оборонительной полосы противника, развитие прорыва и организацию неотступного преследования, окружения и уничтожения противника;
- За организацию боя при нахождении в окружении численно превосходящих сил противника, выход из этого окружения и сохранение боеспособности своих частей, их вооружения и техники;
- За совершённый бронетанковым соединением глубокий рейд в тыл противника, в результате которого противнику нанесён чувствительный удар, обеспечивающий успешное выполнение армейской операции.

Орденом Суворова III степени награждались командиры полков, батальонов и начальники штабов полков. Указом Президиума Верховного Совета СССР от 8 февраля 1943 года (статья 4) установлено (в дополнение к  статуту ордена Суворова), что орденом Суворова III степени могут также награждаться командиры рот:
- За организацию боя и инициативу в выборе момента для смелой и стремительной атаки превосходящего по силе противника и уничтожение его;
- За упорство и полное противодействие наступлению превосходящих сил противника в удержании занимаемых рубежей, умелое противопоставление всех имеющихся средств борьбы и решительный переход в атаку.

Орден Суворова носится на правой стороне груди. Орден Суворова I степени располагается перед другими орденами, носимыми на правой стороне груди, орден Суворова II степени располагается после ордена Богдана Хмельницкого I степени, а орден Суворова III степени располагается после ордена Богдана Хмельницкого II степени.

## Описание ордена
Знак ордена Суворова I степени представляет собой платиновую выпуклую пятиконечную звезду, поверхность которой выполнена в виде расходящихся лучей. В середине звезды, в ободке, золотой круг, покрытый тёмно-серой эмалью с красной эмалевой полоской в верхней части круга и красной эмалевой звёздочкой в середине верхнего луча звезды, с надписью в верхней части по окружности золотыми буквами «АЛЕКСАНДР СУВОРОВ». Нижняя часть круга окаймлена золотым лавро-дубовым венком. В центре круга расположено накладное золотое полированное погрудное рельефное изображение Суворова (с гравюры 1818 года работы художника Уткина Н. И.).
Надпись «АЛЕКСАНДР СУВОРОВ» на орденах II и III степени выполняется красной эмалью. Эмалевая красная звёздочка в верхнем луче звезды у ордена второй и третьей степени отсутствует.
Орден Суворова I степени изготавливается из платины, с золотым кругом по центру. Размер ордена между противолежащими вершинами звезды — 56 мм. Платинового содержания в ордене первой степени — 28,995 г, золотого — 8,84 г, серебряного — 9,2 г. Общий вес ордена — 51,8±1,8 г.
Знак ордена Суворова II степени изготавливается из золота. Круг в середине звезды, изображение Суворова и венок изготовляются из серебра. Золотого содержания в ордене второй степени — 23,098 г, серебряного — 12,22 г. Общий вес ордена — 39,2±1,5 г.
Знак ордена Суворова III степени изготовляется целиком из серебра. Серебряный круг, расположенный в середине звезды, рельефное изображение Суворова и лавро-дубовый венок внизу круга на ордене изготовляются оксидированными. Серебряного содержания в ордене третьей степени — 22,88 г. Общий вес ордена — 25,3±1,5 г.
Вторая и третья степень ордена изготавливаются уменьшенного размера — 49 мм между противолежащими вершинами звезды.
На оборотной стороне знак имеет нарезной штифт с гайкой для прикрепления ордена к одежде.
Лента к ордену шёлковая муаровая зелёного цвета, с продольными полосками оранжевого цвета:
- для I степени — с одной полосой посередине ленты, шириной 5 мм;
- для II степени — с двумя полосками по краям ленты, шириной 3 мм каждая;
- для III степени — с тремя полосками — одной посередине и двумя по краям ленты, шириной 2 мм каждая.

Ширина ленты — 24 мм.
С момента учреждения (с июля 1942 года) по июнь 1943 года знак ордена прикреплялся к прямоугольной пластинке, обтянутой красной муаровой лентой, а нарезной штифт с гайкой для прикрепления к одежде находился на обратной стороне этой пластинки.

## История
Орден Суворова — первый орден СССР, имевший три степени. Он занимал высшую ступень в иерархии полководческих орденов. Орден Суворова учреждён одновременно с орденом Кутузова, имевшим тогда две степени, и орденом Александра Невского, имевшим одну степень. Орден имел ярко выраженный «наступательный» характер, что видно из статута, и вручался командирам частей и соединений. Иногда за ту же операцию, за которую командир подразделения получал орден Суворова, начальник штаба этого же подразделения мог получить орден Кутузова той же степени. Для примера можно привести случай, когда командующий Северо-Кавказским фронтом генерал-полковник Петров И. Е. за операцию по полному освобождению от немецкой оккупации Кубани и Таманского полуострова в октябре 1943 года получил звание генерал армии и орден Суворова I степени. Начальник штаба Северо-Кавказского фронта генерал-майор Ласкин И. А. за ту же операцию получил звание генерал-лейтенант и орден Кутузова I степени.
Решение об учреждении орденов специально для награждения военачальников было принято в июне 1942 года, в дни тяжелейших боёв на юге СССР, когда Советские войска под ударами немцев откатывались к Дону и Волге, а осаждённый Севастополь был уже обречён. Учреждение вновь созданных «полководческих» орденов произошло на следующий день после подписания знаменитого приказа Верховного Главнокомандующего № 227 от 28 июля 1942 года «Ни шагу назад!» Будущие успехи командиров Красной Армии необходимо было поощрять. Поэтому решили отойти от традиционной для СССР системы награждения, по которой любым орденом мог быть награждён любой представленный к награде: красноармеец, командир, маршал или гражданский человек. По замыслу новые ордена можно было получить, только занимая соответствующую должность. Первоначально как упрощённый вариант предлагалось для этих целей учредить орден Красного Знамени с мечами. Были и другие варианты, но в итоге решили дать новым орденам имена великих полководцев.
Автором проекта ордена Суворова стал архитектор Центрального военно-проектного института Пётр Скокан. Проект Скокана был утверждён приёмной комиссией 21 июля 1942 года. По предложению специалистов Монетного Двора, в первоначальный проект были внесены некоторые изменения. Знаки второй и третьей степени уменьшили на 7 мм по сравнению с первой степенью, а на верхнем луче первой степени поместили красную эмалевую звёздочку. Эти изменения были узаконены Указом от 30 сентября 1942 года.
Первое награждение орденом Суворова I степени было произведено Указом Президиума Верховного Совета СССР от 28 января 1943 года. Этим Указом за умелое и мужественное руководство боевыми операциями и за достигнутые в результате этих операций успехи в боях с немецко-фашистскими захватчиками орденом Суворова I степени были награждены 23 человека из числа генералов и маршалов. В числе награждённых были представители Ставки Верховного Главнокомандования Маршал Советского Союза Жуков Г. К. (знак ордена № 1), генерал армии Василевский А. М. (знак ордена № 2), маршал артиллерии Воронов Н. Н. (знак ордена № 3). Также были награждены командующий Волховским фронтом генерал армии Мерецков К. А., командующий Юго-Западным фронтом генерал-полковник Ватутин Н. Ф., командующий Ленинградским фронтом генерал-полковник Говоров Л. А., командующий Воронежским фронтом генерал-полковник Голиков Ф. И., командующий Сталинградским фронтом генерал-полковник Ерёменко А. И., командующий Донским фронтом генерал-полковник Рокоссовский К.К (знак ордена № 5), командующий Южным фронтом генерал-лейтенант Малиновский Р. Я.; командующие армиями генерал-лейтенанты Батов П. И., Кузнецов В. И., Лелюшенко Д. Д., Масленников И. И., Москаленко К. С., Попов М. М., Рыбалко П. С., Толбухин Ф. И., Чистяков И. М., Чуйков В. И., Шумилов М. С. и другие.
Первое награждение орденом Суворова II степени было произведено Указом Президиума Верховного Совета СССР от 26 декабря 1942 года. Этим Указом был награждён командир 24-го танкового корпуса Юго-Западного фронта генерал-майор Баданов В. М. за проведение глубокого рейда по тылам противника с разгромом крупного аэродрома у станции Тацинская, с которого немцы осуществляли снабжение группировки генерала Паулюса, окружённого под Сталинградом.
Первым кавалером ордена Суворова III степени стал 3 февраля 1943 года майор З. Н. Гаранин за нанесение, при умелом использовании тактического опыта, большого урона превосходящим силам противника.
Единственной женщиной, награждённой орденом Суворова, стала советская лётчица, командир 46-го гвардейского ночного бомбардировочного полка («ночные ведьмы») Е. Д. Бершанская, удостоенная III степени.
Правила ношения ордена, цвет ленты и её размещение на наградной колодке были утверждены Указом Президиума Верховного Совета СССР «Об утверждении образцов и описание лент к орденам и медалям СССР и Правил ношения орденов, медалей, орденских лент и знаков отличия» от 19 июня 1943 года.

## Кавалеры ордена

### Многократные кавалеры ордена Суворова

#### Кавалеры четырёх орденов

##### 3 ордена I степени + 1 орден II степени
- Вершинин, Константин Андреевич — Главный маршал авиации
- Казаков, Василий Иванович — Маршал артиллерии
- Лучинский, Александр Александрович — Генерал армии
- Людников, Иван Ильич — Генерал-полковник

#### Кавалеры трёх орденов

##### 3 ордена I степени
- Батов, Павел Иванович — Генерал армии
- Белов, Павел Алексеевич — Генерал-полковник
- Воронов, Николай Николаевич — Главный маршал артиллерии
- Голованов, Александр Евгеньевич — Главный маршал авиации
- Гордов, Василий Николаевич — Генерал-полковник
- Ерёменко, Андрей Иванович — Маршал Советского Союза
- Колпакчи, Владимир Яковлевич — Генерал армии
- Новиков, Александр Александрович — Главный маршал авиации
- Пухов, Николай Павлович — Генерал-полковник
- Рыбалко, Павел Семёнович — Маршал бронетанковых войск
- Соколовский, Василий Данилович — Маршал Советского Союза
- Тимошенко, Семён Константинович — Маршал Советского Союза
- Цветаев, Вячеслав Дмитриевич — Генерал-полковник
- Чуйков, Василий Иванович — Маршал Советского Союза

##### 2 ордена I степени + 1 орден II степени
- Ворожейкин, Григорий Алексеевич — Маршал авиации
- Горбатов, Александр Васильевич — Генерал армии
- Гречко, Андрей Антонович — Маршал Советского Союза
- Дегтярев, Георгий Ермолаевич — Генерал-полковник артиллерии
- Захаров, Георгий Фёдорович — Генерал армии
- Кравченко, Андрей Григорьевич — Генерал-полковник танковых войск
- Маландин, Герман Капитонович — Генерал армии
- Малинин, Михаил Сергеевич — Генерал армии
- Радзиевский, Алексей Иванович — Генерал армии
- Руденко, Сергей Игнатьевич — Маршал авиации
- Фалалеев, Фёдор Яковлевич — Маршал авиации
- Хлебников, Николай Михайлович — Генерал-полковник
- Чистяков, Иван Михайлович — Генерал-полковник
- Штеменко, Сергей Матвеевич — Генерал армии

##### 1 орден I степени + 2 ордена II степени
- Жданов, Владимир Иванович — Генерал-полковник
- Иванов, Владимир Дмитриевич — Генерал армии
- Каравацкий, Афанасий Зиновьевич — Генерал-лейтенант авиации
- Колганов, Константин Степанович — Генерал-лейтенант
- Корольков, Павел Михайлович — Генерал-лейтенант артиллерии
- Крупский, Иван Васильевич — Генерал-майор авиации
- Науменко, Николай Фёдорович — Генерал-полковник авиации
- Панов, Михаил Фёдорович — Генерал-лейтенант танковых войск
- Провалов, Константин Иванович — Генерал-полковник
- Савельев, Михаил Иванович — Генерал-лейтенант танковых войск
- Черокманов, Филипп Михайлович — Генерал-лейтенант

##### 3 ордена II степени
- Волков Михаил Васильевич — Генерал-лейтенант танковых войск
- Казарян Андраник Абрамович — Генерал-майор
- Колесников Сергей Георгиевич — Генерал-майор артиллерии
- Катков Фёдор Григорьевич — Генерал-лейтенант танковых войск
- Мощалков Павел Иванович — Полковник
- Ушаков Владимир Алексеевич — Генерал-лейтенант авиации

### Иностранные кавалеры ордена Суворова I степени
В числе иностранных кавалеров ордена Суворова I степени:
18 февраля 1944 года
генерал Эйзенхауэр, Верховный главнокомандующий войск союзников (США)
19 февраля 1944 года
маршал авиации Харрис, командующий бомбардировочной авиацией Королевских ВВС (Великобритания);
фельдмаршал Александер, командующий 15-й армейской группой войск союзников (Великобритания);
адмирал флота Фрэзер (Великобритания);
адмирал Тови (Великобритания)
26 февраля 1944 года
фельдмаршал Брук, начальник Имперского Генерального штаба (Великобритания)
24 марта 1944 года
генерал Маршалл, начальник штаба Армии (США)
5 сентября 1944 года
маршал Броз Тито, командующий Народно-Освободительной армией Югославии
4 октября 1944 года
фельдмаршал Монтгомери, командующий 21-й армейской группой войск союзников (Великобритания)
лорд Бивербрук, лорд-хранитель малой печати, бывший министр авиационной промышленности (Великобритания)
виконт Литтлтон, министр промышленности (Великобритания)
генерал-лейтенант Кларк (США)
17 мая 1945 года
генерал Брэдли, командующий 12-й армейской группой войск союзников (США);
генерал Ходжес, командующий 1 американской армией (США)
5 июня 1945 года
маршал Тассинье де Латр(Франция)
27 июня 1945 года
генерал-полковник Сверчевский (Польша)
9 августа 1945 года
генерал-полковник Велчев (Болгария);
генерал-лейтенант Маринов (Болгария);
генерал-лейтенант Стойчев (Болгария);
генерал-полковник Корчиц (Польша);
корпусный генерал Рэшкану (Румыния);
дивизионный генерал Ионеску (Румыния)
10 августа 1945 года
генерал армии Свобода (Чехословакия)
8 сентября 1945 года
маршал Чойбалсан (Монголия)
15 октября 1945 года
маршал Ранкович (Югославия);
генерал-полковник Йованович (Югославия);
генерал-лейтенант Попович (Югославия)
8 апреля 1946 года
генерал Макнерни командующий войсками США в Европе и главнокомандующий американскими оккупационными войсками в Германии;
корпусный генерал Кёниг, главнокомандующий французскими оккупационными войсками в Германии и на Рейне
9 августа 1947 года
генерал полковник Ходжа, главнокомандующий Вооружёнными Силами Албании
20 июня 1956 года
генерал армии Гошняк, союзный секретарь по народной обороне СФРЮ (министр обороны)
7 июля 1956 года
Нородом Сурамарит, король Камбоджи;
Нородом Сианук, наследный принц Камбоджи;
18 августа 1959 года
Хайле Селассие I, император Эфиопии.

## Прочие факты
- Несмотря на малое число награждений орденом Суворова III степени (4012), нередко можно встретить знаки с № 8***, 9*** и даже 12***. Это происходит потому, что изготовлено орденов III степени было значительно больше, чем вручено. Награды посылались на разные фронты партиями, и, соответственно, вручались не в порядке нумерации.
- Хотя II степенью ордена мог быть награждён командир не ниже командира бригады, в числе награждённых:

 — капитан М. И. Якушев, командир мотострелкового батальона 181 танковой бригады, пленивший 11 мая 1945 года в районе г. Хемниц (Карл-Маркс-Штадт) штаб РОА и лично генерала Власова;
 — подполковник Г. К. Зайцев, командир 12-го гвардейского стрелкового полка, за участие в ликвидации вражеского плацдарма Ржев-Вязьма-Гжатск в марте 1943 года.
- Самым молодым кавалером ордена Суворова I степени в 33 года стал генерал-майор А. И. Радзиевский.
- Офицеры, награждённые орденом Суворова I степени, не имея на момент награждения генеральского звания, были полковники А. Х. Бабаджанян.и Калинин Пётр Захарович
- В виде исключения орденом Суворова I степени были награждены командиры дивизий:

 — командир 2-й авиационной дивизии особого назначения ГК ВВС Красной Армии, генерал-майор Грачёв Виктор Георгиевич — 7 декабря 1943 года за организацию перелёта советской делегации во главе со Сталиным в Тегеран;
 — командир 3-й гвардейской кавалерийской дивизии, генерал-майор Ягодин Михаил Данилович — 29 мая 1945 года за овладение городами Штаргард, Наугард, Польцин и захват Померанского вала;
 — командир 14-й гвардейской кавалерийской дивизии, генерал-майор Коблов Григорий Петрович — 29 мая 1945 года за участие в Берлинской операции;
 — командир 17-й гвардейской кавалерийской дивизии, генерал-майор Курсаков, Павел Трофимович — 29 мая 1945 года за овладение городами Штаргард, Наугард, Польцин и захват Померанского вала.
- В 1981 году орденом Суворова I степени был награждён Маршал Советского Союза Н. В. Огарков, а в 1982 году орденом Суворова I степени был награждён Маршал Советского Союза С. Л. Соколов, хотя каких-либо военных заслуг, соответствующих статуту данного ордена, у этих двух военачальников не было. Награждения проводились за Афганистан.
- Среди кавалеров ордена Суворова были организаторы военного производства, которые не имели прямого отношения к ведению военных действий. Например, Быховский, Абрам Исаевич — директор завода № 172 (Мотовилихинские заводы) в Перми.
- Не оказалось ни одного полного кавалера ордена Суворова всех 3-х степеней.